# Тайняшево
Тайня́шево (баш. Тайнаш) — село в Чекмагушевском районе Республики Башкортостан Российской Федерации. Центр Тайняшевского сельсовета.

## География

### Географическое положение
Расстояние до:
- районного центра (Чекмагуш): 23 км,
- ближайшей ж/д станции (Буздяк): 82 км.

## Население
| 2002 | 2009 | 2010 |
| ---- | ---- | ---- |
| 557  | ↘532 | ↘487 |

Национальный состав
Согласно переписи 2002 года, преобладающие национальности — башкиры (56 %), татары (41 %).

## Религия
В селе есть мечеть.

## Известные уроженцы
- Исхаков, Вазих Мухаметшинович (1927—1985) — башкирский писатель, лауреат республиканской премии Г. Саляма, секретарь правления Союза писателей БАССР (1968—1973).
- Жеравина, Аниса Нурлгаяновна (1932—2025) — доктор исторических наук, профессор Томского государственного университета. Девичья фамилия — Нуриманова, отец — Нурл(ы)гаян Нуриманович, мать — Кафия Мухутдиновна. Заслуженный работник высшей школы РФ (2011).